# Sonne (Rammstein)
Sonne is een single van de Duitse band Rammstein. Het is afkomstig van hun derde studioalbum Mutter.

## Video
In de video zijn de bandleden "dwergen" die werken voor de aan goudverslaafde Sneeuwwitje, ze zijn gedreven door hun seksuele obsessie voor haar. Blijkbaar kwam dit idee in hun op toen een paar van de bandleden een oude film van Disney aan het kijken waren, terwijl Sonne op de achtergrond speelde. Hierdoor kregen ze het idee voor de video. Ook (zoals verteld door Paul bij het maken van de Sonne video) kwam het idee van de video van een video die de bassist Oliver Riedel had gemaakt, hierin mixte hij delen van Sonne met Sneeuwwitje. Een ander idee ging over het vallen van de atoombom op Hiroshima (dit zou dan weer passen bij de tekst en de depressief klinkende zang). Zo waren er 40 ideeën voor de video. Sneeuwwitje wordt gespeeld door de Albanese soapactrice Yulia Stepanova.
De video werd opgenomen van 13 tot 15 januari 2001 in de Babelsberger Filmstudio te Potsdam. Het is de eerste video van Rammstein die geregisseerd werd door Jörn Heitmann.

## Live
Het nummer debuteerde als "Klitschko" op 16 april 2000. Het nummer was heel anders dan de definitieve versie uitgebracht op Mutter. Sonne werd ook gespeeld tijdens een aantal concerten van het Big Day Out Festival in 2001. Als Sonne live wordt gespeeld is de intro en outro iets langer. Het nummer is sinds het uitgebracht werd, op elk concert gespeeld.

## Cover
De Duitse schlagerzanger Heino coverde begin 2013 het nummer en noemde het in een interview "ein wirklich schönes Stück Volksmusik". Volgens de krant 'die Zeit' zou de band Heino's versie ''om te kotsen'' vinden, maar op hun eigen website gaf de band aan zich niet in deze woorden te herkennen en dat deze hen in de mond werden gelegd door de krant. Later zong de schlagerzanger het nummer met de band op het Wacken Open Air Festival van dat jaar. 
Ook hebben de golden oldies (programma BNN) dit nummer gecoverd. Met het programma golden oldies a road to Berlin.

## Tracklist
1. Sonne - 4:32
2. Adios - 3:48
3. Sonne (Clawfinger K.O. Remix) - 4:11
4. Sonne (Clawfinger T.K.O. Remix) - 5:52
5. Sonne (Instrumental) - 4:31

- ook verkrijgbaar als 2-track cd, met Sonne en Adios.

## NPO Radio 2 Top 2000
| Nummer met noteringen in de NPO Radio 2 Top 2000 | '14  | '15 | '16 | '17 | '18 | '19 | '20 | '21 | '22 | '23 | '24 |
| ------------------------------------------------ | ---- | --- | --- | --- | --- | --- | --- | --- | --- | --- | --- |
| Sonne                                            | 1828 | 947 | 187 | 182 | 168 | 147 | 194 | 186 | 129 | 125 | 112 |

1. ↑  Een vetgedrukt getal geeft de hoogste notering aan.
2. ↑  2014 was het eerste jaar met een notering voor dit nummer.